# Heliconia combinata
Heliconia combinata är en enhjärtbladig växtart som beskrevs av Abalo och G.Morales. Heliconia combinata ingår i släktet Heliconia och familjen Heliconiaceae. Inga underarter finns listade.